# Pilot Mound Township (comté de Boone, Iowa)
Pilot Mound Township est un township, du comté de Boone en Iowa, aux États-Unis,.
Le township est fondé en 1858 et porte le nom d'un massif au centre du township.

## Source de la traduction
- (en) Cet article est partiellement ou en totalité issu de l’article de Wikipédia en anglais intitulé « Pilot Mound Township, Boone County, Iowa » (voir la liste des auteurs).